# Eupsophus
Eupsophus Fitzinger, 1843 è un genere di anfibi anuri appartenente alla famiglia Alsodidae,.

## Distribuzione e habitat
Il genere Eupsophus è diffuso in Cile e Argentina. È uno dei generi di  anfibi più caratteristici e abbondanti delle foreste temperate sudamericane.

## Tassonomia
Sebbene sia un genere descritto già nel 1841, fino agli anni 70 comprendeva solo tre specie. Da allora sono state descritte altre specie, quasi tutte considerate endemismi con distribuzione puntuale, raggruppate nel gruppo di E. roseus e nel gruppo di E. vertebralis.  Blotto et al., nel loro studio sulla filogenesi molecolare del 2013, consideravano 10 specie mentre altri autori, in un successivo articolo del 2017, fissavano a sei le specie del genere, considerando quelle a diffusione puntuale sinonimi di E. roseus. Un ulteriore studio del 2018  riporta a 10 il numero delle specie appartenenti al genere. 

Comprende 10 specie:
- Eupsophus altor Nuñez, Rabanal & Formas, 2012
- Eupsophus calcaratus (Günther, 1881)
- Eupsophus contulmoensis Ortiz, Ibarra-Vidal & Formas, 1989
- Eupsophus emiliopugini Formas, 1989
- Eupsophus insularis (Philippi, 1902)
- Eupsophus migueli Formas, 1978
- Eupsophus nahuelbutensis Ortiz & Ibarra-Vidal, 1992
- Eupsophus roseus (Duméril & Bibron, 1841)
- Eupsophus septentrionalis Ibarra-Vidal, Ortiz & Torres-Pérez, 2004
- Eupsophus vertebralis Grandison, 1961